# Disophrys tinctipennis
Disophrys tinctipennis är en stekelart som beskrevs av Cameron 1906. Disophrys tinctipennis ingår i släktet Disophrys och familjen bracksteklar. Inga underarter finns listade i Catalogue of Life.